# 伍氏虹彩鯛
伍氏虹彩鯛（学名：Xyrichtys woodi），又名伍氏連鰭唇魚、扁礫仔、紅姑娘仔、紅新娘、豎停仔、胭脂冷、角龍、平倍良、伍氏楔鯛，为隆頭魚科連鰭唇魚屬下的一个种。